# シュトゥットガルト - オスターブルケン線

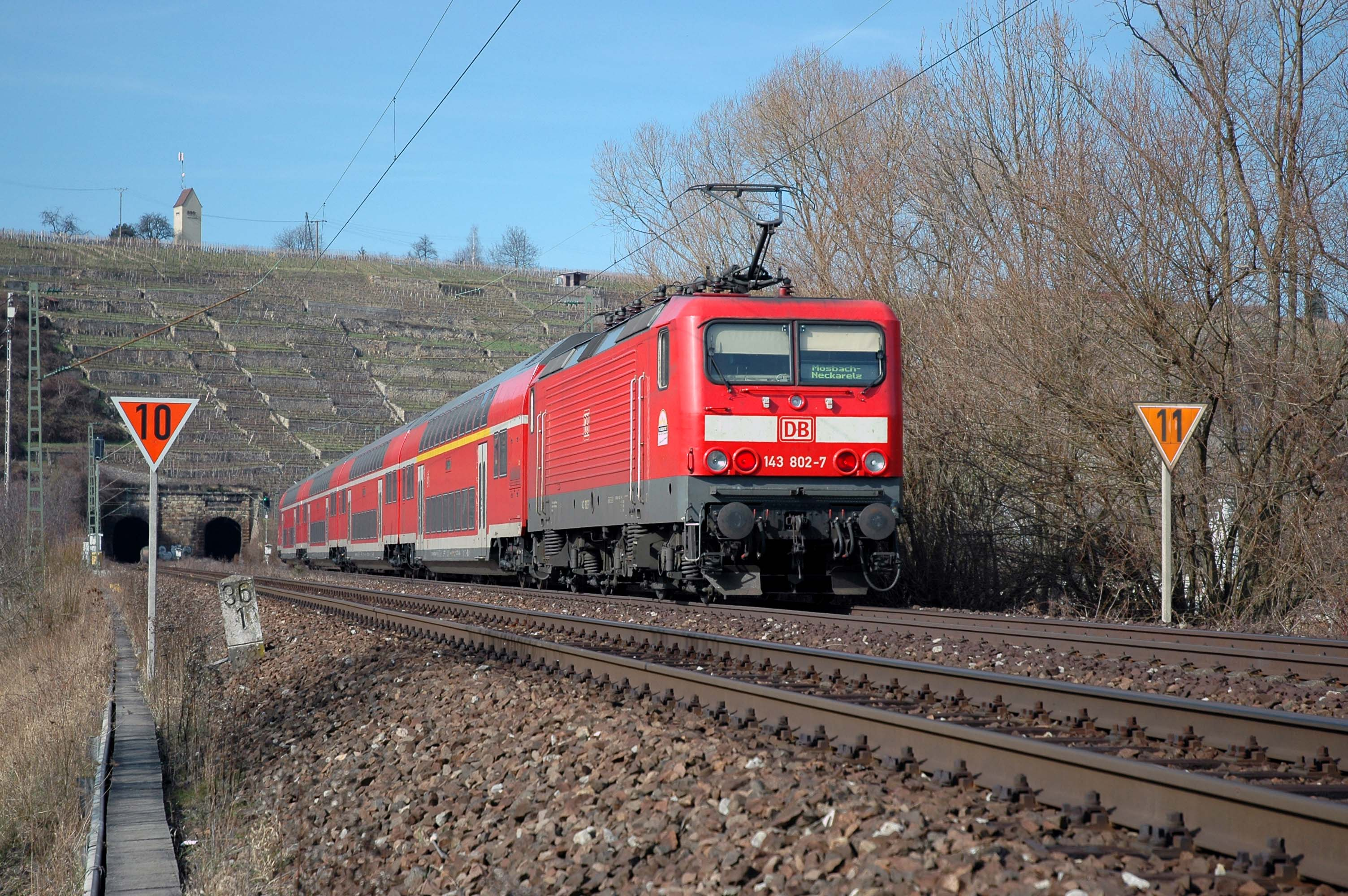
キルヒハイムトンネルの前の普通列車

シュトゥットガルト - オスターブルケン線（ドイツ語; Bahnstrecke Stuttgart–Osterburken）はドイツ連邦共和国バーデン＝ヴュルテンベルク州の州都シュトゥットガルトとオスターブルケンを結ぶ鉄道路線である。この路線とオスターブルケン - ヴュルツブルク区間はフランケン線 (ドイツ語; Frankenbahn）と呼ばれて、その名前はシュトゥットガルト - ヴュルツブルク区間が半分以上あるフランケン地方から由来する。この路線は全区間電化されており、ツュトリンゲン - モェクミュル間を除いて、複線である。
シュトゥットガルト - オスターブルケン線は、1996年以降地域輸送の路線となっており、バーデン＝ヴュルテンベルク近距離運輸法人 (Nahverkehrsgesellschaft Baden-Württemberg) によって運営されている。ドイツ鉄道の時刻表番号は780であり、他にはシュトゥットガルトSバーンの番号790.4および790.5がつけている。本線が形成された歴史的関係のため、公式的な路線記号 (Streckennummer) は区間別に様々である。

## 沿線概況
フランケン線は南の部分には様々な河川の流れに従って続くが、北の部分には地形の関係で河川を渡る。シュトゥットガルト～ハイルブロン間にはネッカー川の曲流が多いので、建設費用の理由で実際の線路は水路より短い。同じ区間を比交すると、長さは52 kmで、線路が川の流れに従った場合、長さが約70 kmに至る。
列車はシュトゥットガルト中央駅を出発して、プラーク丘 (Pragsattel) の下のトンネルを通過する。シュトゥットガルト外郭で高度はコルンヴェストハイム駅まで高くなる。列車は近くにホーエンアスペルク要塞があるアスペルク駅を過ぎると、ビーティグハイム市でエンツ川に接近する。エンツ川がネッカー川に合流する以後、バト・フリードリクスハル中央駅まで窟曲が多い。ネッカーヴェストハイム町の線路の湾曲部一つだけがキルヒハイムトンネルによって短縮されている。
この路線はフランケン地方に入り、東北方向に向かう。線路はヤクスト川と並び、モェクミュル駅までは窟曲が多い。そこからこの路線はゼクアッハ川に沿って続き、アデルスハイム駅までバウラントの風景が見える。列車がオスターブルケン駅に到着する前、旧バーデン・オーデンヴァルト線（ネッカーレルツ-オスターブルケン線）がこの路線に接続する。

## 歴史

### ヴュルテンベルク王立鉄道時代

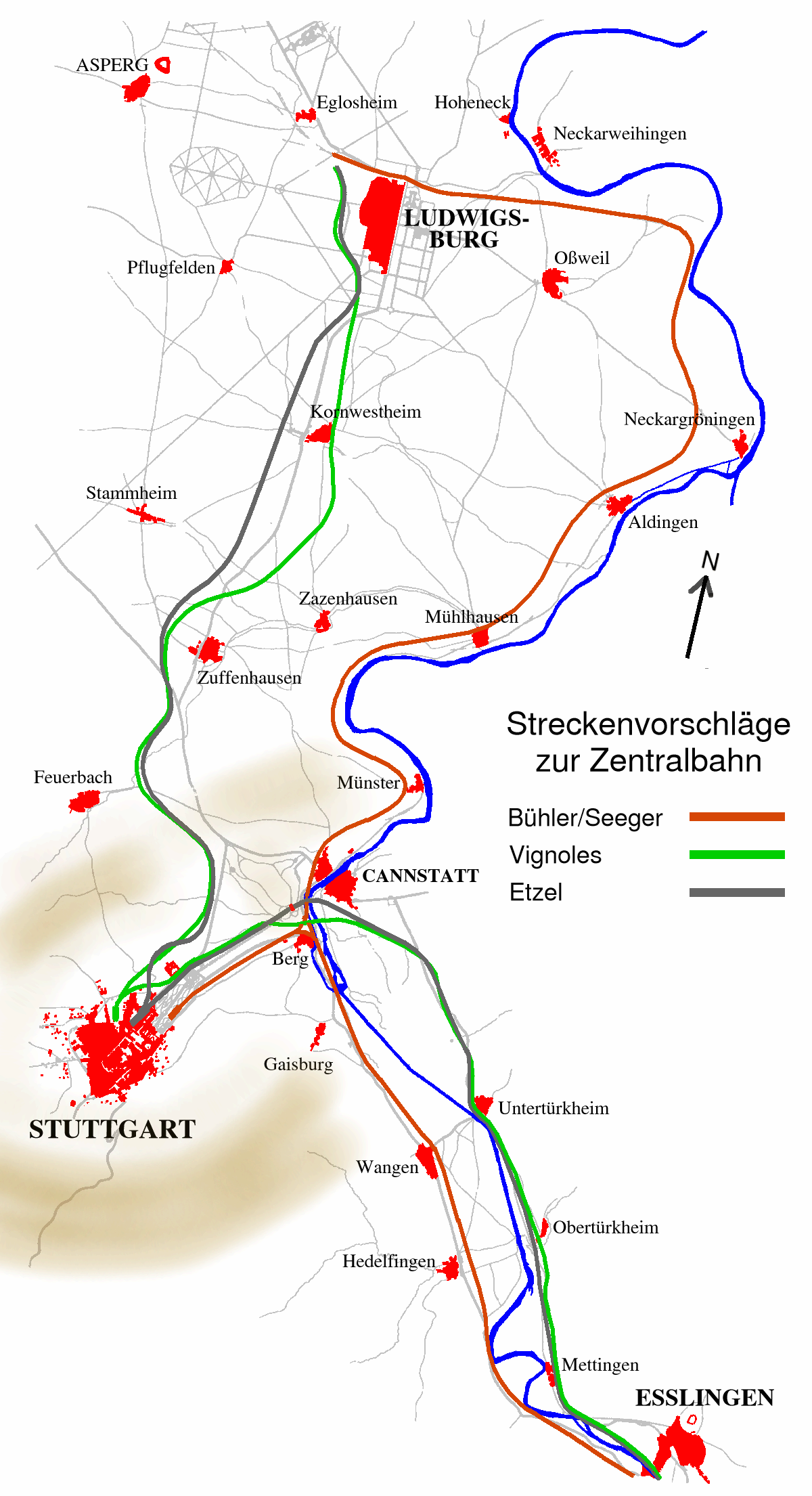
ヴュルテンベルク中央線の経路候補

フランケン線は、歴史的観点から見れば、三つの鉄道路線から生成された。シュトゥットガルト - ハイルブロン区間はヴュルテンベルク王国の中央線一部及び北線として建設された。中央線はハイルブロンとウルム・ボーデン湖を結ぶ幹線の最初区間と思われた。1830年代ライン川とドナウ川を鉄道で連結する計画が決定された後、私設鉄道の建設は断られ、幹線鉄道は国有鉄道として整えられた。エンジニアのゼーガー男爵 (Carl von Seeger、1773～1858) とウルム地域建築家のビューラー (Georg von Bühler) の提案によれば、北線はカンシュタットからネッカーの左岸を沿って、ホヘンエクで左へ曲がり、ルートヴィヒスブルクの北側に至るべしだった。
1843年4月18日中央線の建設を規定する鉄道法が制定された。フランスですでに鉄道建設の経験を積んだカール・エッツェル (Carl Etzel、1812～1865) が呼び出された。英国人教授のチャールズ・ヴィグノールス (Charles Vignoles、1793～1875) は、当時までの計画をもう一度検討するために、評価者として指名された。一方ヴュルテンベルク経済学者のヨハネス・メーレンは (Johannes Mährlen、1803～1871) は1843年いくつかの建設候補地域の地価を調査させて、現在のようにプラークトンネルを通じてルートヴィヒスブルクまで直接連結する経路が一番適当だと判明した。エッツェルとヴィグノールスは、ビューラーの提案は不適切だと判断し、メーレンの案を少し変更した。シュトゥットガルト駅は「シュロース街の地区 (Schloßstraßenquadrat) 」で建設されるようになった。
1844年7月26日中央線の建設はプラークトンネルの工事から始まった。1846年10月15日カンシュタット - シュトゥットガルト - ルートビクスブルク区間の開通で中央線の全区間は完工された。北線のルトヴィヒスブルク - ビーティヒハイム区間は1847年10月に開通し、この路線は翌年7月25日ハイルブロンまで延伸された。ヴュルテンベルクの幹線から様々な鉄道路線が分岐して、シュトゥットガルトへの人口流入が増えた。それで旅客と貨物輸送量も増加して、1858年から1861年まで中央線は複線で改修された。
一方バーデンとヴュルテンベルクは1864年に北線とオーデンヴァルト鉄道を連結する下ヤクスト線建設に関する条約を締結した。この工事はヴュルテンベルク側によって実行され、まずは、1866年ハイルブロン - ヤクストフェルト区間が下ネッカー線として開業された。1869年9月27日ヤクストフェルト - オスターブルケン区間の開通で現在のフランケン線が完成された。
1896年ウンターテュルクハイム - コルンヴェストハイム区間で貨物列車用迂回線が開通して、中央線の交通量が分散されたが、その期間は長くなかった。人口と交通量増加のため、1907年シュトゥットガルト中央駅の移転は議会で決定された。既存の中央駅の拡張方案は財政的な理由で採択されなかった。駅の移転のためには中央線もゴイ線の移転されねばならなかった。1908年から1910年までプラークトンネルの工事は複線用で改めて行われた。コルンヴェストハイム操車場は1912年から1919年まで貨物輸送量分散の目的で建設された。

### ドイツ国営鉄道時代
第一次世界大戦の終戦以後、既存の四つの路線もドイツ国営鉄道が管理するようになった。シュトゥットガルト中央駅の建設は第一次世界大戦期間には遅延したが、1922年から1928年まで段階的に行われ、1929年新しい中央駅舎が開業された。1933年5月15日シュトゥットガルト - ルートヴィヒスブルク区間はまず電化された。第二次世界大戦の前には特急列車がこの路線を経て、シュトゥットガルトからバルリンまで運行された。

### ドイツ連邦鉄道時代
終戦後この路線の電化は1959年南から行われ、1975年6月1日完了した。1959年6月ラウフェン・アム・ネッカーの踏み切りで市内バスがE867列車と衝突する事故が起きた。この事故は戦後最大のバス事故で、死亡者は45人、重傷者は27人だった。事故現場に記念碑が建てられた。ドイツの再統一以後、遠距離列車はシュトゥットガルト - ベルリンの軸では、部分区間だけど、運行再開された。
1975年の第二の建設契約によってルートヴィヒスブルク - ビーティクハイム区間が1980年まで3線複線から複々線に改修され、残られた踏み切りは撤去された。その当時には1日当たり250編以上の列車通行のため、工事は多数の小さな段階で実施された。1978年9月29日Sバーンの運営はシュトゥットガルト - ルートヴィヒスブルク区間で始まって、1980年秋にはS4列車もその区間で走行するようになった。

### ドイツ鉄道時代

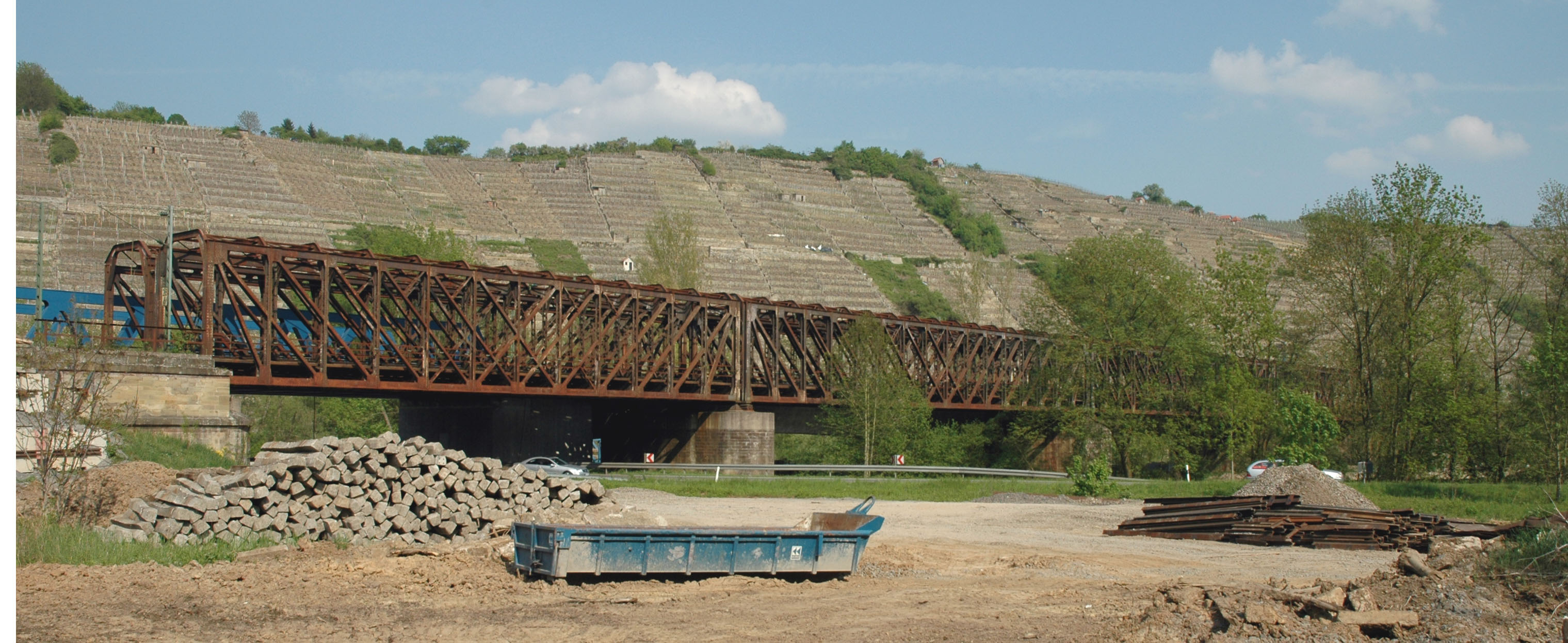
古い構造物を解体する直前のエンツ川の鉄橋 (2006年5月)

2001年シュトゥットガルト - エアフルト区間で運行されたインターレギオ列車は廃止された。2004年から2006年までエンツ川の鉄道橋を改築する工事が行われた。205 m長さの新鉄道橋は旧橋の隣に五つのプリストレスト・コンクリート材料のボクス・ガーダー・ビーム橋と鋼材トラス橋の構成で建設された。ベジクハイム方向の130 m部分は、軟弱な地盤のため、40 m以上の深いくい基礎で補強された。
2007年6月、11個の沿線の住民はフランケン線委員会 (Arbeitsgemeinschaft Frankenbahn) を結成した。委員会はツュトリンゲン地域の複線復旧、不要な速度制限の廃止、運行時間を短縮する為の新しい車体傾斜式車両の導入などを要求した。
2014年12月にネッカーズルムでこの路線にはアルプタール交通会社 (Albtal-Verkehrs-Gesellsachft) の都市鉄道が接続され、S42系統がバート・フリードリヒスハールを経てジンスハイムまで延伸された。同時にS41系統は新設され、列車はその以来モースバッハまで運行されている。ドイツ連邦交通計画2030 (Bundesverkehrswegeplan 2030) によりコルンヴェストハイム - フォイアーバッハ区間で線路二つの追加を企画する案があったが、その要求案は2016年末棄却された。2018年10月ヴィティヒハウゼントンネルの断面を拡大する工事が始まった。工事期間の間に相当な区間は封鎖された。

### 年表
- 1844年6月26日; ヴュルテンベルク王立鉄道中央線の建設はプラークトンネルの工事から始まる。
- 1846年10月15日; ヴュルテンベルク中央線カンシュタット - シュトゥットガルト - ルートヴィヒスブルク間開通。
- 1847年10月11日; ヴュルテンベルク北部線ルートヴィヒスブルク - ビーティヒハイム間開通。
- 1848年7月25日; ヴュルテンベルク北部線ビーティヒハイム - ハイルブロン間開通。
- 1864年3月31日; バーデンとヴュルテンベルクはハイルブロン - バト・フリードリクスハル＝ヤクストフェルト間の建設の関する条約を締結する。
- 1866年9月11日; ハイルブロン - バト・フリードリクスハル＝ヤクストフェルト間開通。
- 1869年9月27日; バート・フリードリクスハル＝ヤクストフェルト - オスターブルケン間開通。
- 1935年5月16日; ヤクストフェルト駅をバト・フリードリクスハル＝ヤクストフェルト駅と改称。
- 1959年6月20日; ラウフェン・アム・ネッカーの踏切で市内バスがE867列車と衝突する事故が発生する。戦後最大のバス事故である。死亡者45人、重傷者27人。事故現場には記念碑が建てられる。
- 1972年10月1日; ハイルブロン - バト・フリードリクスハル＝ヤクストフェルト間電化。
- 1975年1月1日; ビーティクハイム駅をビーティクハイム＝ビシンゲン駅と改称。
- 1975年6月1日; 全区間電化。
- 1978年10月1日; シュトゥットガルト～ルートヴィヒスブルク間にシュトゥットガルトSバーン電車運行開始。
- 1981年5月31日; シュトゥットガルトS5はビーティヒハイムまで延伸。
- 1984年8月12日; ハムブルク行き夜行列車のD890の脱線事故がハイルブロン操車場で発生する。死亡者3人、重傷者35人、軽傷者21人。

## 運行形態

### 遠距離輸送

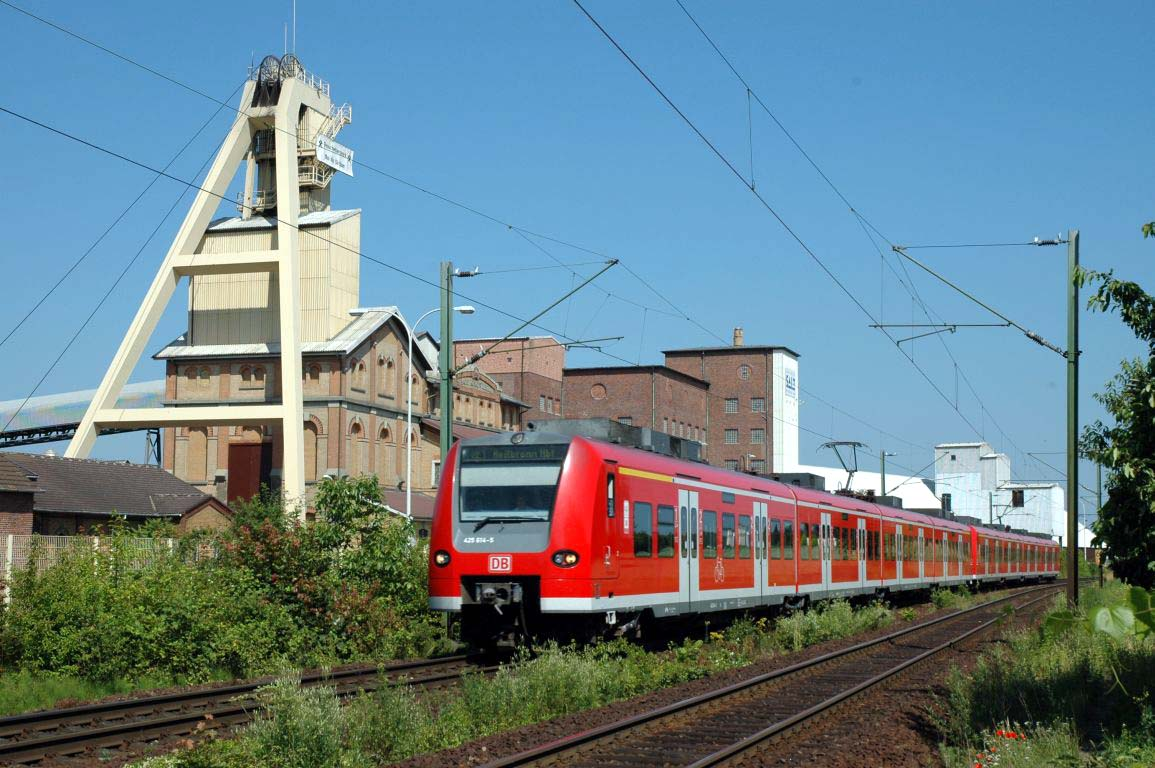
バート・フリードリクスハルの岩塩鉱山の前を通過する快速列車

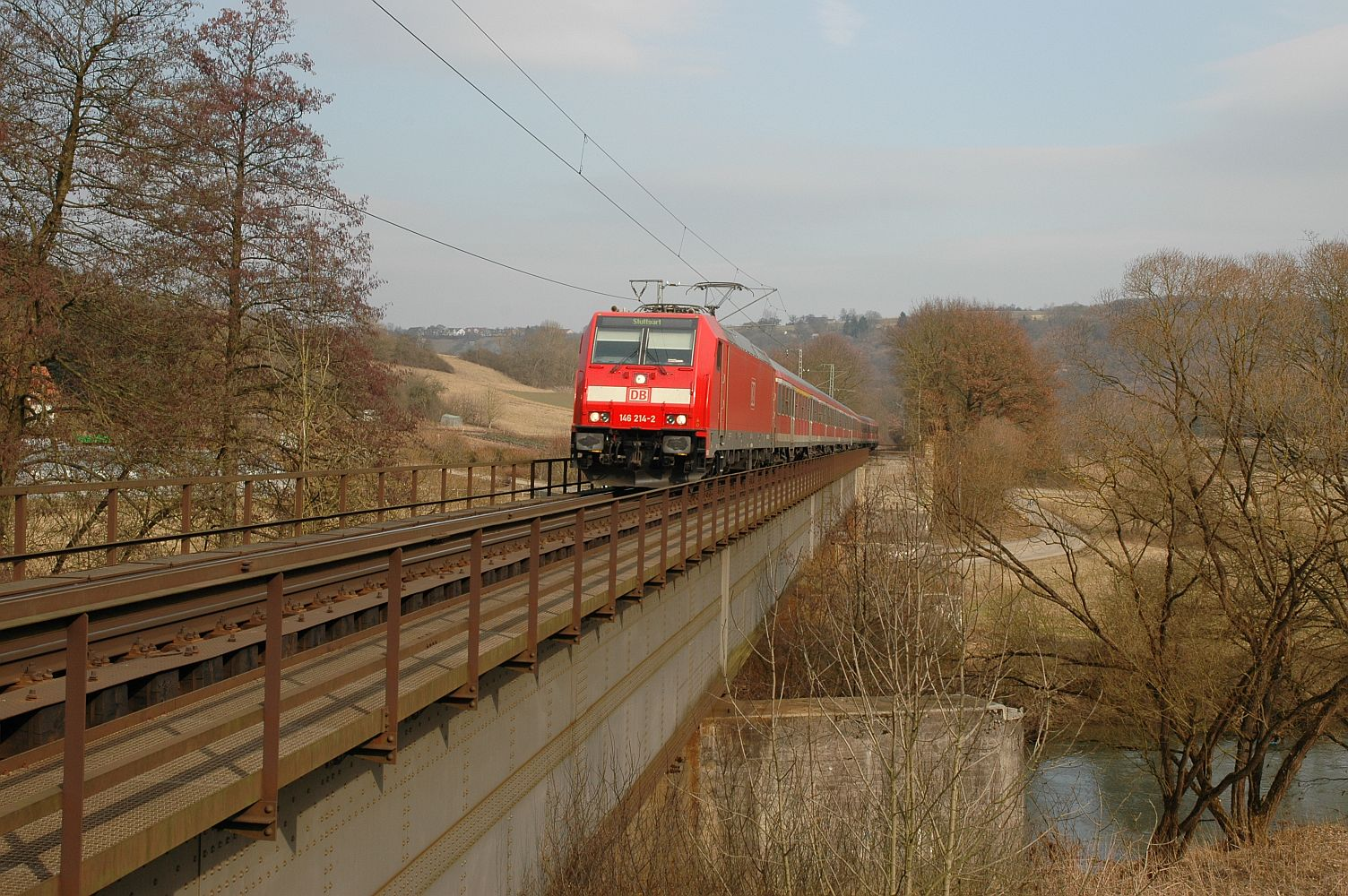
ヤクスト鉄橋を渡る快速列車

第二次世界大戦の前にはシュトゥットガルトからベルリンまで主要な急行列車が運行されて、戦後にはシュトゥットガルト - ハムブルク間を築こうした。1934年当時D列車は下のように運行された。
- D11とD12; シュトゥットガルト - ベルリン・アンハルター駅。
- D13とD14; シャフハウゼン - ベルリン・アンハルター駅。ローマ出発の列車とも連結された。
- D15とD16; シュトゥットガルト - ベルリン・アンハルター駅。

遠距離輸送は2001年時刻表改訂の当時廃止されて、シュトゥットガルトからエアフルトまで走ったインターレギオの「レンシュタイク号」が最後の列車だった。

### 地域輸送
シュトゥットガルト - キルヒハイム（ネッカー）区間はシュトゥットガルト運輸連合（Verkehrs- und Tarifverbund Stuttgart, VVS）の運賃システムの適用区間である。ラウフェン - ロイクハイム区間の運賃システムはハイルブロン・ホーヘンローエ・ハル地元交通有限会社（Heilbronner • Hohenloher • Haller Nahverkehr GmbH）により管理されている。ゼンフェルト - オスターブルケン区間の運賃システムはライン＝ネッカー運輸連合（Verkehrsverbund Rhein-Neckar, VRN）により担当されている。
- 快速列車（RE 8）; シュトゥットガルト中央駅 - ビーティクハイム＝ビシンゲン - ハイルブロン中央駅 - バト・フリードリクスハル中央駅 - オスターブルケン - ラウダ - ヴュルツブルク中央駅。60分間隔。オーストリア連邦鉄道系列アルヴェリオ運営。使用車両はFLIRT3。過去にはDB143形電気機関車或はDB146形の電気機関車とプッシュプル方式の二階建て客車が使用された。
- 快速列車（RE 10a）; マンハイム中央駅 - ハイデルベルク中央駅 - モースバッハ＝ネッカーエルツ - バート・フリードリクスハル中央駅 - ハイルブロン中央駅。120分間隔。南西ドイツ交通（Südwestdeutsche Landesverkehrs-GmbH, SWEG）運営[10]。使用車両はタレント2。
- 快速列車（RE 10b）; マンハイム中央駅 - ハイデルベルク中央駅 - メッケスハイム - ジンスハイム - バート・フリードリクスハル中央駅 - ハイルブロン中央駅。120分間隔。南西ドイツ交通（Südwestdeutsche Landesverkehrs-GmbH, SWEG）運営。使用車両はRE10aと同じ。
- 普通列車（MEX 12）; テュービンゲン - プロヒンゲン - シュトゥットガルト - ルートヴィヒスブルク - ビーティクハイム＝ビシンゲン - ベージクハイム - ヴァールハイム - キルヒハイム - ラウフェン - ノルトハイム - ハイルブロン（- ネッカーズルム - バート・フリードリクスハル - ネッカーエルス）。60分間隔。南西ドイツ交通（Südwestdeutsche Landesverkehrs-GmbH, SWEG）運営。使用車両はRE10aと同じ。
- 普通列車（MEX 17）; シュトゥットガルト - ルートヴィヒスブルク - ビーティクハイム＝ビシンゲン - ファイヒンゲン (エンツ)  - ミュールアッカー - プフォルツハイム / ブルクサール。30/60分間隔。南西ドイツ交通（Südwestdeutsche Landesverkehrs-GmbH, SWEG）運営。使用車両はRE10aと同じ。
- 普通列車（MEX 18）; テュービンゲン - プロヒンゲン - シュトゥットガルト - ルートヴィヒスブルク - ビーティクハイム＝ビシンゲン - ベージクハイム - ヴァールハイム - キルヒハイム - ラウフェン - ノルトハイム - ハイルブロン - ズルム門駅 - ネッカーズルム - バート・フリードリクスハル - ウンターグリースハイム - ヘルボルツハイム - ノイデナウ - ジグリンゲン - ツュトリンゲン - モェクミュル - ロイクハイム - ゼンフェルト - アーデルスハイム東駅 - オスターブルケン。60分間隔。南西ドイツ交通（Südwestdeutsche Landesverkehrs-GmbH, SWEG）運営。使用車両はRE10aと同じ。
- Sバーン（S 4）; シュヴァプ街 - シュトゥットガルト中央駅 - ツフェンハウゼン - ルートヴィヒスブルク - マーバッハ - ブルクスタル（- バクナング）。15/30分間隔。使用車両はDB423形電車。
- Sバーン（S 5）; シュヴァプ街 - シュトゥットガルト中央駅 - ツフェンハウゼン - ルートヴィヒスブルク - ビーティクハイム。15/30分間隔。使用車両はDB423形電車。
- Sバーン（S 6）; シュヴァプ街 - シュトゥットガルト中央駅 - ツフェンハウゼン - レオンベルク - レニンゲン - ヴァイル・デア・シュタット。15/30分間隔。使用車両はDB420形電車だったが、DB423形電車に差し替えられている。
- Sバーン（S 60）; シュヴァプ街 - シュトゥットガルト中央駅 - ツフェンハウゼン - レオンベルク - レニンゲン - マークシュタット - ジンデルフィンゲン - ボェブリンゲン。15/30分間隔。使用車両はDB420形電車だったが、DB423形電車に差し替えられている。
- 地域電車（S 41）; ハイルブロン・ヴィリ・ブラント広場 - ハイルブロン・ハーモニー - ネッカーズルム - バート・フリードリヒスハル中央駅 - ネッカーエルス - モースバッハ (バーデン)。30分間隔。使用車両はET 2010。
- 地域電車（S 42）: ハイルブロン・ヴィリ・ブラント広場 - ハイルブロン・ハーモニー - ネッカーズルム - バート・フリードリヒスハル中央駅 - バト・ヴィンプフェン - バト・ラッペナウ - シュタインフルト - ジンスハイム中央駅。30分間隔。使用車両はET 2010。